# Treatise on Natural Philosophy
Le Treatise on Natural Philosophy (Traité de philosophie naturelle) est un ouvrage scientifique de 1867 rédigé par Peter Guthrie Tait et William Thomson. Il est considéré comme un des livres ayant défini la physique moderne[réf. souhaitée]. 